# Stadion im. Goce Dełczewa w Prilepie
Stadion im. Goce Dełczewa (mac. Стадион Гоце Делчев, Stadion Goce Dełczew) – stadion znajdujący się w Macedonii Północnej w mieście Prilep.
Na obiekcie tym mecze w roli gospodarza rozgrywa klub Pobeda Prilep. Posiada 5684 miejsc siedzących, a wraz z miejscami stojącymi może pomieścić około 15 tysięcy widzów. W czasie przebudowy Stadionu Filipa II swoje mecze w roli gospodarza rozgrywała na nim reprezentacja Macedonii w piłce nożnej. Poza tym w tym okresie dwukrotnie odbył się tu finał Pucharu Macedonii w piłce nożnej. Nazwa obiektu pochodzi od Goce Dełczewa, macedońskiego bohatera narodowego.